# قرة أغاج عليا (أرومية)
قرة أغاج عليا هي قرية في مقاطعة أرومية، إيران. عدد سكان هذه القرية هو 376 في سنة 2006.